# سالم الدوسري
سالم محمد شافي الدوسري (مواليد 19 أغسطس 1991) هو لاعب كرة قدم سعودي محترف، يلعب في مركز الجناح مع الهلال ومنتخب السعودية لكرة القدم.

## نشأته وحياته
يعمل والده مُعلّماً، وهو الثالث بعد شقيقيه عبد المحسن وعبد الله، وخمس شقيقات. وتنتمي عائلته إلى الأفلاج والتي تبعد 300 كيلو متر جنوب الرياض. درس بمدرسة الثغر الابتدائية بجدة وانتقل مع عائلته إلى الرياض بعد انتقال عمل والده وهو في الصف السادس الابتدائي، درس في متوسطة العليان بالرياض، أما الثانوية فدرس في (دار القلم) بالرياض.

## مسيرته الكروية

### بدايته المبكرة
تدرب مع نادي الشباب في وجود المدرب الوطني نايف العنزي ولم يسجل، كما تدرب مع الفيصلي بمدينة حرمه بالمجمعة لمدة أسبوع. أخذه زميله إبراهيم عسيري إلى نادي النصر وتدرب يومًا واحدا.
تلّقى الدعم من صديقه منيف الشهراني والذي كان على علاقة مع فيصل الفرشان إداري الأولمبي الهلالي آنذاك، وهو من أوصله للهلال وحينها كان مدرب الأولمبي الألماني ستامب. حيث لعب أول مباراة مع الأولمبي كانت أمام فريق نجران.

### الهلال
لعب أول مباراة له مع الفريق الأول للهلال أمام النصر ودخل من دكة البدلاء آخر 18 دقيقة وسجل هدف الهلال الثالث 3–0. وأول مباراة لعبها كاملة مع الفريق الأول أمام الأهلي في جدة وخسرها الهلال بهدف. وأعطاه المدرب الألماني دول فرصة أخرى وأطلق قدميه للشهرة، وأظهر مستويات لافته في أول ظهور له مع الفريق الأول لنادي الهلال السعودي حيث كان من الأسباب الرئيسية لتحقيقهم كأس ولي العهد 2012 للمرة الخامسة على التوالي.

#### فياريال (إعارة)
أعلنت هيئة الرياضة السعودية عن رحيل 9 لاعبين للتواجد في إسبانيا والانضمام لأندية مختلفة في الدوري الاسباني ودوري الدرجة الثانية الإسباني من أجل إعدادهم لكأس العالم 2018 في روسيا وكان من ضمنهم الدوسري الذي انضم إلى نادي فياريال. في 21 يناير 2018 أعلن نادي فياريال عن ضم سالم الدوسري على سبيل الإعارة من نادي الهلال السعودي لمدة 6 أشهر. وفي 2 فبراير ضم فياريال سالم إلى قائمة الفريق المشارك في الدوري الأوروبي، قبل مواجهة ليون الفرنسي في دور الـ 32. شارك الدوسري مع فياريال في الجولة الأخيرة من الدوري أمام ريال مدريد بعد أن دخل كبديل في الشوط الثاني وكانت النتيجة 2–0، وبعد دخوله قدم لمسات جيدة ساعد فريقه لإحراز التعادل لتنتهي المباراة بنتيجة 2–2.

#### عودته للهلال
عاد سالم للهلال مع بداية موسم 2018–19.

## مسيرته الدولية

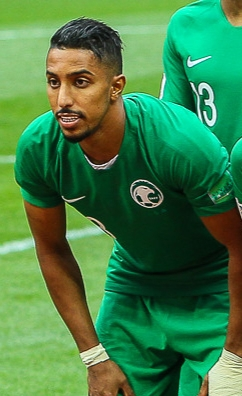
سالم الدوسري مع منتخب السعودية

تم استدعاءه للمنتخب السعودي لأول مرة من قبل المدرب الهولندي فرانك رايكارد لتشكيلة المنتخب لتصفيات كاس العالم 2014، وقد سجل هدف وقدم مباراة رائعة في أول ظهور له مع الأخضر السعودي ضد المنتخب الأسترالي قبل سقوط المنتخب السعودي 4–2 في تلك المبارة المؤلمة للأخضر السعودي والتي انتهت بخروج الأخضر من التصفيات المؤهلة لكأس العالم 2014.

### كأس العالم 2018
في يونيو عام 2018، تم اختيار الدوسري وضمه إلى التشكيلة النهائية للمنتخب السعودي للمُشاركة بمونديال كأس العالم 2018 في روسيا. قام سالم في آخر مباراة في الدور الأول للمنتخب السعودي قبل خروجه بتسجيل الهدف الثاني في الثواني الأخيرة من عمر المبارة ضد المنتخب المصري والتي انتهت بفوز المنتخب 2–1.

### كأس آسيا 2019
في 8 يناير 2019، لعب سالم أول مباراة مع المنتخب في كأس آسيا 2019 واستطاع إحراز الهدف الثالث في المباراة التي انتهت بفوز الصقور الخضر 4–0. ليصبح الدوسري خامس لاعب سعودي يسجل هدف في كأس العالم وكأس آسيا بعد كل من سعيد العويران وسامي الجابر ويوسف الثنيان وياسر القحطاني.

### كأس العالم 2022
تم اختيار سالم الدوسري للمشاركة في مونديال كأس العالم 2022 والمقام في قطر. في أولى مباريات المنتخب السعودي في دور المجموعات، والذي قابل فيه منتخب الأرجنتين، استطاع سالم الدوسري أن يحرز الهدف الثاني لمنتخب بلاده متقدمًا على غريمه والفوز بالمباراة، وهو ما وصفته الصحافة بأنه فوز مفاجئ وصادم، واستطاع المنتخب السعودي بذلك كسب الثلاث نقاط متصدرًا مجموعته. في مباراته الثالثة والأخيرة في دور المجموعات ضد المكسيك، سجل سالم الهدف الوحيد في شباك المكسيك والذي تسبب في خروج الأخير -رغم تقدمه عليه بالمباراة- من كأس العالم بفارق الأهداف بينه وبين بولندا.

## الإحصائيات

### النادي
| النادي          | الموسم   | الدوري                        | الدوري | الدوري  | كأس وطني/كأس الملك | كأس وطني/كأس الملك | كأس دوري/كأس ولي العهد | كأس دوري/كأس ولي العهد | القارّية | القارّية | أخرى   | أخرى    | المجموع | المجموع |
| النادي          | الموسم   | الدرجة                        | الظهور | الأهداف | الظهور             | الأهداف            | الظهور                 | الأهداف                | الظهور  | الأهداف | الظهور | الأهداف | الظهور  | الأهداف |
| --------------- | -------- | ----------------------------- | ------ | ------- | ------------------ | ------------------ | ---------------------- | ---------------------- | ------- | ------- | ------ | ------- | ------- | ------- |
| الهلال          | 2011–12  | الدوري السعودي للمحترفين      | 13     | 2       | 4                  | 1                  | 4                      | 0                      | 9       | 1       | —      | —       | 30      | 4       |
| الهلال          | 2012–13  | الدوري السعودي للمحترفين      | 18     | 3       | 1                  | 0                  | 2                      | 0                      | 6       | 2       | —      | —       | 27      | 5       |
| الهلال          | 2013–14  | الدوري السعودي للمحترفين      | 21     | 4       | 3                  | 0                  | 4                      | 1                      | 13      | 2       | —      | —       | 41      | 7       |
| الهلال          | 2014–15  | الدوري السعودي للمحترفين      | 18     | 3       | 2                  | 1                  | 3                      | 0                      | 9       | 0       | —      | —       | 32      | 4       |
| الهلال          | 2015–16  | الدوري السعودي للمحترفين      | 14     | 3       | 2                  | 0                  | 2                      | 0                      | 7       | 1       | 0      | 0       | 25      | 4       |
| الهلال          | 2016–17  | الدوري السعودي للمحترفين      | 17     | 2       | 4                  | 2                  | 2                      | 0                      | 11      | 1       | 1      | 0       | 35      | 5       |
| الهلال          | 2017–18  | الدوري السعودي للمحترفين      | 13     | 4       | 0                  | 0                  | —                      | —                      | 0       | 0       | —      | —       | 13      | 4       |
| الهلال          | 2018–19  | الدوري السعودي للمحترفين      | 23     | 5       | 1                  | 0                  | —                      | —                      | 10      | 3       | 10     | 0       | 44      | 8       |
| الهلال          | 2019–20  | الدوري السعودي للمحترفين      | 14     | 2       | 3                  | 1                  | —                      | —                      | 4       | 0       | 3      | 1       | 24      | 4       |
| الهلال          | 2020–21  | الدوري السعودي للمحترفين      | 24     | 8       | 1                  | 0                  | —                      | —                      | 2       | 0       | 1      | 0       | 28      | 8       |
| الهلال          | 2021–22  | الدوري السعودي للمحترفين      | 22     | 9       | 2                  | 2                  | –                      | –                      | 8       | 5       | 4      | 2       | 36      | 18      |
| الهلال          | 2022–23  | الدوري السعودي للمحترفين      | 14     | 4       | 2                  | 0                  | —                      | —                      | 4       | 2       | 4      | 2       | 24      | 8       |
| الهلال          | 2023–24  | الدوري السعودي للمحترفين      | 6      | 6       | 0                  | 0                  | —                      | —                      | 0       | 0       | 6      | 2       | 12      | 8       |
| الهلال          | المجموع  | المجموع                       | 222    | 55      | 25                 | 7                  | 17                     | 1                      | 83      | 17      | 29     | 7       | 376     | 87      |
| فياريال (إعارة) | 2017–18 ‏ | الدوري الإسباني الدرجة الأولى | 1      | 0       | 0                  | 0                  | —                      | —                      | —       | —       | —      | —       | 1       | 0       |
| الإجمالي        | الإجمالي | الإجمالي                      | 223    | 55      | 25                 | 7                  | 17                     | 1                      | 83      | 17      | 30     | 5       | 377     | 87      |

1. 1 2  الظهور في كأس السوبر السعودي
2. ↑  الظهور تسع مرات في كأس العرب للأندية الأبطال وظهور في كأس السوبر السعودي.
3. ↑  الظهور في كأس العالم للأندية
4. ↑  الظهور في ثلاث مباريات وهدف واحد في كأس العالم للأندية وظهور واحد وهدف واحد في كأس السوبر السعودي
5. ↑  الظهور في ثلاث مباريات وهدفين في كأس العالم للأندية وظهور واحد وفي كأس السوبر السعودي
6. ↑  الظهور في كأس العرب للأندية الأبطال

### المنتخب
اعتبارًا من 17 أكتوبر 2023.
| السعودية | السعودية | السعودية |
| العام    | الظهور   | الأهداف  |
| -------- | -------- | -------- |
| 2012     | 2        | 1        |
| 2013     | 7        | 0        |
| 2014     | 9        | 1        |
| 2015     | 3        | 0        |
| 2016     | 0        | 0        |
| 2017     | 3        | 1        |
| 2018     | 14       | 3        |
| 2019     | 9        | 4        |
| 2020     | 1        | 1        |
| 2021     | 8        | 4        |
| 2022     | 14       | 3        |
| 2023     | 6        | 3        |
| المجموع  | 80       | 22       |

### الأهداف الدولية
آخر تحديث 21 مارس 2024.
قائمة الأهداف النتائج مع منتخب السعودية الأول.
| #  | التاريخ        | المكان                                       | الخصم                    | الهدف | النتيجة | المسابقة                                     |
| -- | -------------- | -------------------------------------------- | ------------------------ | ----- | ------- | -------------------------------------------- |
| 1  | 29 فبراير 2012 | ملعب ملبورن المستطيل، ملبورن، أستراليا       | أستراليا                 | 1–0   | 2–4     | تصفيات كأس العالم 2014                       |
| 2  | 23 نوفمبر 2014 | ملعب الملك فهد الدولي، الرياض، السعودية      | الإمارات العربية المتحدة | 3–2   | 3–2     | كأس الخليج العربي 2014                       |
| 3  | 08 يونيو 2017  | أديلايد أوفال، أديلايد، أستراليا             | أستراليا                 | 1–1   | 2–3     | تصفيات كأس العالم 2018                       |
| 4  | 07 أكتوبر 2017 | مدينة الملك عبد الله الرياضية، جدة، السعودية | جامايكا                  | 1–0   | 5–2     | ودية                                         |
| 5  | 15 مايو 2018   | ملعب لا كارتوخا، إشبيلية، إسبانيا            | اليونان                  | 2–0   | 2–0     | ودية                                         |
| 6  | 25 يونيو 2018  | فولغوغراد أرينا، فولغوغراد، روسيا            | مصر                      | 2–1   | 2–1     | كأس العالم 2018                              |
| 7  | 10 سبتمبر 2018 | ملعب الأمير فيصل بن فهد، الرياض، السعودية    | بوليفيا                  | 2–0   | 2–2     | ودية                                         |
| 8  | 08 يناير 2019  | ملعب مكتوم بن راشد آل مكتوم، دبي، الإمارات   | كوريا الشمالية           | 3–0   | 4–0     | كأس آسيا 2019                                |
| 9  | 05 سبتمبر 2019 | ملعب الأمير محمد بن فهد، الدمام، السعودية    | مالي                     | 1–1   | 1–1     | ودية                                         |
| 10 | 10 سبتمبر 2019 | ستاد البحرين الوطني، الرفاع، البحرين         | اليمن                    | 2–2   | 2–2     | تصفيات كأس العالم 2022 – آسيا الجولة الثانية |
| 11 | 14 نوفمبر 2019 | ملعب باختاكور المركزي، طشقند، أوزبكستان      | أوزبكستان                | 3–2   | 3–2     | تصفيات كأس العالم 2022 – آسيا الجولة الثانية |
| 12 | 14 نوفمبر 2020 | ملعب الأمير فيصل بن فهد، الرياض، السعودية    | جامايكا                  | 1–0   | 3–0     | ودية                                         |
| 13 | 30 مارس 2021   | استاد جامعة الملك سعود، الرياض، السعودية     | فلسطين                   | 5–0   | 5–0     | تصفيات كأس العالم 2022                       |
| 14 | 05 يونيو 2021  | استاد جامعة الملك سعود، الرياض، السعودية     | اليمن                    | 1–0   | 3–0     | تصفيات كأس العالم 2022                       |
| 15 | 11 يونيو 2021  | استاد جامعة الملك سعود، الرياض، السعودية     | سنغافورة                 | 1–0   | 3–0     | تصفيات كأس العالم 2022                       |
| 16 | 02 سبتمبر 2021 | استاد جامعة الملك سعود، الرياض، السعودية     | فيتنام                   | 1–1   | 3–1     | تصفيات كأس العالم 2022                       |
| 17 | 29 مارس 2022   | مدينة الملك عبد الله الرياضية، جدة، السعودية | أستراليا                 | 1–0   | 1–0     | تصفيات كأس العالم 2022                       |
| 18 | 22 نوفمبر 2022 | ملعب لوسيل، لوسيل، قطر                       | الأرجنتين                | 2–1   | 2–1     | كأس العالم 2022                              |
| 19 | 30 نوفمبر 2022 | ملعب لوسيل، لوسيل، قطر                       | المكسيك                  | 2-1   | 2-1     | كأس العالم 2022                              |
| 20 | 24 مارس 2023   | استاد الأمير عبد الله الفيصل، جدة، السعودية  | فنزويلا                  | 1–2   | 1–2     | ودية                                         |
| 21 | 28 مارس 2023   | استاد الأمير عبد الله الفيصل، جدة، السعودية  | بوليفيا                  | 1–1   | 1–2     | ودية                                         |
| 22 | 17 أكتوبر 2023 | ملعب بورتيماو، برتماو، البرتغال              | مالي                     | 1–2   | 1–3     | ودية                                         |
| 23 | 21 مارس 2024   | استاد جامعة الملك سعود، الرياض، السعودية     | طاجيكستان                | 1–0   | 1–0     | تصفيات كأس العالم 2026                       |
| 24 | 28 ديسمبر 2024 | استاد جابر الأحمد الدولي، الكويت             | العراق                   | 1-0   | 1–3     | خليجي 26                                     |

## الإنجازات

### النادي
الهلال
- الدوري السعودي (7): 2016–17، 2017–18، 2019-20، 2020–21، 2022-21. 2023-24
- كأس ولي العهد السعودي (3): 2012، 2013، 2016
- كأس خادم الحرمين الشريفين (5): 2015، 2017، 2019-20، 2022–23
- كأس السوبر السعودي (5): 2018، 2022, 2024
- دوري أبطال آسيا (2): 2019، 2021

### المنتخب
السعودية
- التأهل لكأس العالم 2018 وكأس العالم 2022.[25]

### الفردية
- جائزة الرياضية لأفضل لاعب سعودي واعد: 2012.
- جائزة أفضل لاعب في دوري أبطال آسيا: 2021.[26]
- جائزة أفضل لاعب في آسيا : 2022.[27][28]
- جائزة "جوي أووردز" للرياضي المفضل [29]
- جائزة هدّاف بطولة دوري أبطال آسيا للنخبة 2024–25 برصيد 10 أهداف.[30][31]
- جائزة أفضل لاعب سعودي في الدوري السعودي للمحترفين 2024–25.[32][33][34]

## وصلات خارجية
- سالم الدوسري – المنتخب السعودي
- سالم الدوسري على موقع الاتحاد الدولي (مؤرشف)  (الإنجليزية)
- سالم الدوسري على موقع الاتحاد الأوربي (الإنجليزية)
- سالم الدوسري على موقع قاعدة بيانات كرة القدم.إي يو (الإنجليزية)
- سالم الدوسري على موقع ليكيب (الفرنسية)
- سالم الدوسري على موقع ناشيونال فوتبول تيمز (الإنجليزية)
- سالم الدوسري على موقع Soccerway.com (الإنجليزية)
- سالم الدوسري على موقع عالم كرة القدم.نت (الإنجليزية)
- سالم الدوسري على موقع أوليمبيديا (الإنجليزية)
- سالم الدوسري على فرق–كرة القدم–الوطنية.كوم
- سالم الدوسري على Transfermarkt